# Kuivikkoselkä
Kuivikkoselkä är en del av sjön Kiantajärvi i Finland.   Den ligger i landskapet Kajanaland, i den nordöstra delen av landet, 600 km norr om huvudstaden Helsingfors. Kuivikkoselkä ligger 201 meter över havet.